# 黛娜絲角 (特拉華州)
黛娜斯角（英語：Dinahs Corner）是位於美國特拉華州肯特縣的一個非建制地區。該地的面積和人口皆未知。

## 地理
黛娜斯角的座標為39°11′09″N 75°38′41″W / 39.18583°N 75.64472°W，而該地的平均海拔高度為19米（即62英尺）。